# Collevalenza
Collevalenza è una frazione del comune di Todi in provincia di Perugia.

## Geografia fisica
Il piccolo borgo medievale si trova a circa sei chilometri a Sud di Todi, a cinque dalla SS 3 bis, a circa 100 km a nord di Roma e a 50 km circa a sud di Perugia. Ad un'altezza di 354 m s.l.m., conta 695 abitanti.

## Storia
Le origini del borgo sono incerte. Il nome di Collevalenza (o Colvalenza) deriverebbe dal tempio dedicato a Giunone Valentia, che si ergeva al posto dell'attuale castello. 
Fedele ai ghibellini della famiglia Chiaravalle, fu a lungo conteso dalle opposte fazioni. Nel 1322 fu conquistato dai guelfi guidati dal cavaliere romano Savelli, che pochi anni dopo fu fatto decapitare dal papa. 
Nel 1377 la popolazione fu pesantemente oppressa e il castello in gran parte distrutto dal guelfo Catalano degli Atti. Nel 1424 il castello fu ricostruito e oggi si possono ancora ammirare i torrioni quattrocenteschi e le mura in stile gotico con due aperture.

## Monumenti e luoghi d'interesse
Il centro, provvisto ancora di mura medievali, deve la sua fama al santuario dell'Amore Misericordioso di Madre Speranza.

### Il santuario
Nel loro insieme gli edifici religiosi del santuario sono una delle più significative espressioni di architettura sacra della seconda metà del XX secolo; si tratta di un imponente complesso dotato di moderne strutture ricettive, inserite in una serie di costruzioni disposte sui versanti di una collina.
Il nucleo centrale è costituito dalla grande chiesa, consacrata nel 1962, opera dell'architetto spagnolo Julio Lafuente, e dalla cappella dell'Amore Misericordioso voluta da madre Speranza nel 1955. Questa, che costituisce il punto di partenza di tutto il complesso, venne eletta a santuario nel 1959 dal vescovo di Todi, Alfonso Maria De Sanctis, e ricevette la visita di papa Giovanni Paolo II nel 1981.
A lato del santuario, nei pressi del pozzo voluto dalla fondatrice, si trovano la fonte e le piscine presso cui l'ammalato è invitato a dissetarsi e a bagnarsi. Presso il santuario vi è una Casa del pellegrino e una per il clero infermo.